# Olandese a sangue caldo
L'Olandese a sangue caldo è una razza equina moderna di origini olandesi utilizzata per sport da competizione quali dressage e salto, iscritto all’associazione Kwpn (Koenigin Warmbloed Paard of Netherland”, ossia reale sangue caldo olandese).

## Storia[2]
L’Olandese a sangue caldo nasce come cavallo da tiro prima della seconda guerra mondiale in due zone dei Paesi Bassi: Gelderland e Groningen.
È frutto di una selezione tra razze tedesche, francesi e inglesi, incrociate con la razza originale olandese. Per migliorarne le attitudini e aumentare l’eterosi venivano incrociati soggetti provenienti dalle diverse zone dei Paesi Bassi.
In base alla natura del terreno dei diversi territori da cui proviene questa razza, si distinguono diverse caratteristiche morfologiche. Nel Gelderland il terreno è più sabbioso, inizialmente il cavallo veniva utilizzato come cavallo da carrozza e si è notato che aveva sviluppato una corporatura briosa e nobile, con una notevole velocità e resistenza. Mentre nel Groningen la muscolatura del cavallo era più compatta ed è stato infatti molto utile agli agricoltori per lavorare la terra che, in questo caso aveva una consistenza argillosa.
Nel 1969 questi due tipi di cavallo sono stati incrociati, facendo nascere ufficialmente l'Olandese a sangue caldo e, di conseguenza l'associazione di razza WPN. La denominazione "koninkrijk" viene assegnata un paio di decenni dopo dalla regina Beatrice, definendola una vera e propria razza "reale". Il KWPN ad oggi conta più di 28.000 iscritti che vengono accuratamente selezionati, allo scopo di mantenere standard molto elevati in qualità di morfologia, salute e talento nelle competizioni.

## Morfologia
L'olandese a Sangue Caldo è una razza specializzata in tutti gli sport equestri agonistici ma principalmente dressage e gare di salto ostacolo, grazie alle doti atletiche e al temperamento costante ed equilibrato che possiede.
L'Olandese a Sangue Caldo è una razza meso-dolicomorfa. 
Il mantello può essere baio, baio scuro e sauro mentre il mantello nero e grigio sono rari, inoltre è possibile notare la presenza di macchie bianche.
Presenta una testa a profilo rettilineo o montonino, sottile con le orecchie appuntite, allungate e vigili, gli occhi bel distanziati e le narici ampie.
Il garrese è relativamente ampio, alto attorno ai 160- 170 cm e si confonde con la linea del collo il quale è proporzionato, arcuato e muscoloso. La linea dorso-lombare è allungata e dritta, la groppa è ampia ma breve, la coda risulta ben attaccata e alta.
Il petto ben sviluppato e muscoloso mentre il torace è ampio e profondo e le spalle sono forti e ben inclinate.
Gli arti sono lunghi, forti e muscolosi, gli stinchi corti, garretti larghi e tendono ad essere bassi, gli zoccoli sono di forma arrotondata, ampi e di buona consistenza.

## Miglioramento genetico e selezione
La razza Olandese a sangue caldo si è potuta ottenere partendo dall'incrocio di altre due razze olandesi: il Groningen, un cavallo da tiro utilizzato in agricoltura, e il Gelderland, specializzato in sella e tiro leggero; entrambi, nobilitati con purosangue inglesi ed incrociati con razze tedesche e francesi per ottenere un'accurata selezione.
Quindi il raggiungimento della razza Olandese a sangue caldo si ottenne con l'incrocio inizialmente tra stalloni Gelderland e Groninghen con fattrici dell'Holstein, e successivamente con altre razze rinomate come Westphalian, Hannover e Oldenburg il risultato fu una razza unica, presa come standard di eccellenza per eleganza, forza, resistenza e velocità. I responsabili della selezione di cavalli, per la creazione di quest' innovativa razza, furono allevatori: tramite l'accurata selezione delle coppie genitrici e l'eliminazione di caratteri indesiderati.
L'età migliore, nei cavalli, per avere una prole, è di 3-4 anni, nonostante la maturità sessuale venga raggiunta prima; un'attenta e mirata selezione di soggetti e relativi caratteri fisio/morfologici, ha come utilità quella di prevenire l'ereditarsi di difetti genetici che porterebbero la generazione della razza stessa. A questo proposito, le fattrici vengono selezionate tramite test fisici di performance e fisiologici per evidenziare malattie o difetti genetici nascosti; nel caso degli stalloni, invece, è più complicato: vengono fatti normali controlli su salute e aspetto dell'animale, invece, sulle performance si è più rigorosi riguardo all'attitudine del soggetto allo sport oggetto di interesse sulla base di obbedienza agli ordini, riflessi istantanei, talento naturale, grazie e temperamento.
tutte queste selezioni hanno come finalità quella di eccellere nelle competizioni di salto e dressage.

## L'allevamento
Prima del 20º secolo i cavalli venivano utilizzati principalmente in funzione dell’agricoltura, da qui in poi il loro utilizzo è finalizzato anche al piacere e allo sport.
L’allevamento del KWPN è stato selettivo negli anni, infatti ad oggi è adatto a tutti i tipi di lavoro o attività. È un cavallo da sella e tiro leggero ed è impiegato negli sport equestri come il salto e il dressage e come monta da campagna (l’80% è destinato all’equitazione e il restante 20% al trasporto). È stato classificato numero 1 nel salto ostacoli e al secondo posto nel dressage dal WBFSP nel 2007.
I Warmbloods olandesi sono noti per avere un carattere tranquillo nonostante siano molto atletici, agili e veloci; inoltre sono degli ottimi animali da compagnia.
La selezione dei cavalli olandesi è molto precisa per entrambi i sessi in modo da creare una prole sana, bella esternamente, abile e pura. I puledri vengono ispezionati all’età di tre anni per avere una selezione dei migliori, i quali verranno inseriti in una lista e riceveranno un francobollo con l’immagine di un leone, questo francobollo indica che la qualità di quel puledro è alta ed riceverlo è il sogno di ogni allevatore.
L’allevamento è regolato dalla Royal Warmblood Studbook dei Paesi Bassi, in modo da selezionare esclusivamente i cavalli più validi, conformi e con una buona andatura, per questo vengono sottoposti a dei test per testare le loro prestazioni fisiche.
I cavalli allevati in mandria vivono all’aperto per tutto l’anno e in caso di maltempo adottano delle soluzioni che trovano in natura, ad eccezione di quelli gravidi e in allattamento che possono ripararsi in stanze in caso di maltempo. Questo metodo è economico ed è quello che si avvicina maggiormente alla natura dell’animale.
Per quanto riguarda l’alimentazione, il cavallo va seguito da un veterinario in modo da avere una dieta personalizzata ricca di foraggi e cereali, i quali possono essere integrati con fieno e altre miscele in modo da avere molta energia.
Il mangime può essere suddiviso in tre volte e dato nell’arco della giornata oppure può essere lasciato a sua disposizione per 16 ore al giorno; inoltre, il cavallo ha un fabbisogno giornaliero di acqua che si aggira attorno ai 20 e i 60 litri, perciò è indispensabile la presenza di acqua e la pulizia dei vari abbeveratoi.

## Attitudini e usi
Nel passato l'Olandese a sangue caldo veniva usato come cavallo da diporto e spesso nell'ambito agricolo per il lavoro delle terre. Avendo un garrese molto prominente e arti forti, questi cavalli, sono adatti a tutti i tipi di attività e sono anche molto persistenti. Grazie a queste qualità sono eccellenti anche nelle attività agonistiche.
È conosciuto nel mondo equestre come cavallo sportivo, nei settori agonistici ad alto livello, molto popolare nel dressage e salto a ostacoli. 
Viene sempre più utilizzato come cavallo da compagnia, viene infatti definito "ricreativo", è affidabile, piacevole e molto facile da gestire nell'addestramento. Mentre possono essere usati anche per la caccia.
Come caratteristiche caratteriali possiamo riconoscere l’adattabilità e la solidità, sono considerati cavalli desiderabili e unici. Intelligenti, tranquilli e volenterosi, hanno temperamento ideale: equilibrato e costante.
L'Olandese a sangue caldo si trova sempre tra i primi posti nella classifica del WBFSH (World Breeding Federation for Sport Horses). Hanno grandi successi nel Giochi olimpici, nelle competizioni Grand Prix e World Cup.
Alcuni dei cavalli più popolari sono Royal Kaliber, Montender, Authentic, Mac Kinley, De Sjiem, Hickstead. Lo stallone olandese più conosciuto è stato Totilas che ha ottenuto il record mondiale di dressage nel Grand Prix Freestyle Dressage e ha vinto tre medaglie d’oro ai FEI World Equestrian Games nel 2010. Ferro e Udon sono stati olimpionici nel dressage. Uraeus è un altro ben notato stallone olandese che ha giocato ruolo come Brego nel film Il Signore degli Anelli.